# Synergie
Pour les articles homonymes, voir Synergie (homonymie).
La synergie est un type de phénomène par lequel plusieurs facteurs agissant en commun ensemble créent un effet global ; un effet synergique distinct de tout ce qui aurait pu se produire s'ils avaient opéré isolément, que ce soit chacun de son côté ou tous réunis mais œuvrant indépendamment. Il y a donc l'idée d'une coopération créative.
Le terme possède ainsi couramment une connotation positive, et il est utilisé pour désigner un résultat plus favorable lorsque plusieurs éléments d'un système ou d'une organisation agissent de concert. Plus prosaïquement, il y a synergie positive quand « le résultat d'une action commune est créateur ou autrement meilleur que la somme attendue des résultats individuels des parties ». Ceci est résumé très simplement par l'aphorisme un et un font trois. L'appréciation d’une synergie peut néanmoins être fortement conditionnée par le point de vue particulier (et donc potentiellement partial) de celui qui s'exprime.

## Caractère général et étymologie

### Étymologie et éléments de définition
La synergie (du grec syn (sun) signifiant « avec » et ergazomai signifiant « je travaille », ergasia signifiant « le travail »). Émile Littré, au XIXe siècle, l'introduit dans son Dictionnaire de la langue française (1872-1877) le présentant comme relevant du domaine de la physiologie : « Concours d'action, d'effort, entre divers organes, divers muscles. Association de plusieurs organes pour l'accomplissement d'une fonction ». En 1932, le Dictionnaire de l'Académie française (8e édition) lui conserve toujours ce sens (muscles synergiques), mais le mot est rapidement utilisé au XXe siècle en sociologie (synergies dans les relations sociales), en théologie (synergisme, pour la doctrine arminienne), en chimie, biologie, en génétique (synergies entre gènes différents), en pharmacie (synergies entre médicaments) toxicologie et écotoxicologie et en écologie. La compréhension des systèmes catalytiques et des catalyseurs s'améliorant, on lui associe la notion de potentialisation.
Dans les années 1960, les micro-économistes utilisent le terme pour évoquer la capacité à obtenir des économies d'échelle ou des externalités positives.
Dans les années 1990, à la faveur du regain pour la réflexion stratégique, le mot est particulièrement en vogue chez les gestionnaires à la recherche de meilleure cohérence pour leurs organisations.
L'opposé de la synergie est l'antagonisme (ou synergie négative), phénomène dans lequel deux facteurs en combinaison ont un effet moindre que la somme de leurs effets attendus. Les deux effets peuvent s'annuler (ex : ceux d'un acide et une base).
L'absence de synergie est l'asynergie (médecine)[réf. nécessaire].
La synergie fait souvent aussi référence à l'énergie et à l'efficience.

## Domaine des sciences physiques

### Physiologie
La synergie musculaire est une contraction coordonnée de différents muscles destinée à exécuter un mouvement précis.

### «Effet cocktail»en écologie, biologie, et médecine humaine et vétérinaire
L'exacerbation de la toxicité d'un poison par un autre ou par un additif de type surfactant est depuis longtemps connue, et à prendre en compte dans les évaluations environnementales et diagnostics de toxicité chez l'humain.
De nombreux cas de synergies toxiques sont connus ou suspectés (entre pesticides et autres biocides par exemple). Par exemple :
- le mercure exacerbe l'effet d'autres polluants et quand il est méthylé, il exacerbent aussi la bioaccumulation d'autres toxiques (comme le sélénium chez les moules par exemple[4]) ; l'exposition à l'arsenic par l'eau ou la nourriture augmente beaucoup le risque de cancer induit par le tabagisme[5]. 
Diverses études ont montré que des animaux (poissons notamment) exposés à certains polluants ou perturbateurs endocriniens[6],[7] où à certains facteurs de risques, même à des seuils très inférieurs à ceux considérés comme individuellement susceptibles de générer un effet, peuvent être beaucoup plus vulnérables à certains parasites et microbes (viraux notamment). 
Parfois l'effet est fortement dépendant de la dose toxique[8], parfois il est plus stochastique (certains de ces polluants semblent capables, à très faible dose d'agir synergiquement pour diminuer l'immunité de l'organisme[9] face à certains pathogènes). En France, l'ANSES a annoncé pour 2013 un travail sur les synergies pollens-polluants de l'air[10] et un guide européen sur les risques d'exposition aux phytosanitaires et un autre guide sur les « risques cumulés des mélanges de substances »[10].
- On parle souvent d'« effet cocktail » dans le cas de mélange complexes de produits chimiques[11],[2],[12], qui imposent des procédures beaucoup plus complexes, et encore mal maîtrisée d'évaluation des risques[13]. Bien que le principe de précaution et le principe de prévention y invite, la réglementation n'a pas encore ou très peu pris en compte ce facteur d'exacerbation des risques. Cependant, en milieu professionnel, la norme européenne CEN-689[14] recommande de prendre en compte les effets de manière additionnelle. Quelques outils d'évaluation[15],[16] et guides de bonnes pratiques apparaissent sur ce sujet[17]. L'évaluation demeure toutefois difficile, notamment dans le cas de cocktails de polluants de nature différente et de persistance environnementale différente, par exemple les pesticides[18] dans l'eau, la pluie, l'air ou les sols ou encore dans les organismes. Dans les organismes vivants, un phénomène d'organes-cible et de modification en métabolites des polluants par l'organisme compliquent encore les évaluations toxicologiques, d'autant que les molécules de dégradation (ou biodégradation[19]), primaires, secondaires, tertiaires, etc. sont parfois plus toxiques que leurs molécules-mères et que leur cinétique dans l'environnement ou les organismes sont également modifiées[20]. 
À l'avenir, les procédures d'évaluations de la toxicité des mélanges devraient évoluer[21]. En 2020, Tame-Water[22] propose produits et services permettant d'évaluer l'impact d'effets cocktails sur le vivant.
 Début 2019, l'Agence européenne pour l'environnement à l'occasion de la publication d'un rapport sur les produits chimiques dans les eaux européennes (16 janvier 2019), alerte à nouveau sur l'« effet cocktail » des polluants chimiques, notant que si quelques-uns de ces polluants (cadmium, plomb, nickel, et quelques pesticides tels que le chlorfenvinphos ou la simazine) diminuent à la suite d'actions concertées des autorités environnementales, de nombreux produits chimiques ne sont pas même surveillés, en particulier des micropolluants dont les effets cocktail sont encore mal compris[23]. Un précédent rapport (sur l'état des eaux en Europe, en juillet 2019) montrait que seules 38 % des masses d'eau de surface sont en bon état chimique en 2018, souvent en raison de taux trop élevés de mercure, de HAP et de polybromodiphényléthers (PBDE) mais on ne sait presque rien des mélanges chimiques à faibles doses. Les polluants interagissent de manière complexe entre eux, avec les sels minéraux naturels, les matières organiques, les nutriments et microorganismes naturels ou d'origine anthropique[23]. Il est courant de détecter plusieurs centaines de métaux et de molécules organiques, à faibles doses dans un seul échantillon d'eau douce. L'AEE recommande de mieux diffuser les données d'émissions de substances chimiques,et d'améliorer la surveillance, la modélisation et la notification des sources de pollutions diffuses[23].
- Les inquiétudes portent tant sur la santé humaine que sur celle des écosystèmes[24] car les synergies toxiques peuvent affecter toutes les espèces, et indirectement les services écosystémiques. On soupçonne par exemple que le « syndrome d'effondrement des colonies d'abeilles » et la régression de nombreuses espèces soient dues à des cocktails de polluants, dont probablement de pesticides.
- Ces synergies rendent difficile la mesure de l'exposition réelle aux polluants et à leurs effets toxiques, y compris via l'alimentation[25], notamment pour les pesticides dont il existe des centaines de molécules et milliers de molécules de dégradation ou métabolites non évalués du point de vue toxicologique[26] ou écotoxicologique.
- Ce type de synergie est par exemple une des explications proposées à la régression et disparition locale de migrateurs tels que les anguilles ou saumons [27]. Les polluants à faibles doses[28] peuvent induire des effets stochastiques apparents qui pourraient n'être que des effets déterministes encore mal compris[29].

Dans le domaine des soins, l'action combinée de plusieurs médicaments produit des actions additives, qualifiées de synergiques. Les doses peuvent être différentes des doses de ces médicaments pris individuellement. La planification intervient également.
Voir aussi :
- Transcriptase inverse
- Ecdysone
- Session: S-105 Cancérologie : Synergisme de l'Interferon alpha-2b et du FTI dans l'induction de l'apoptose
- Écosystème buccal et flore buccale, 5 mars 2003, M. Perrin - J. Abjean - J.F. Michel

Les relations entre micro-organismes peuvent se définir selon quatre termes : la symbiose, le commensalisme, l'antibiose et le synergisme. Le synergisme qualifie une relation entre espèces qui, isolément, seraient incapables de provoquer une pathologie : ainsi de l'association entre fusiformes et spirochètes dans la gingivite ulcéro-nécrotique.

### Évolution: théorie synergique
Le néo-darwinisme, ou théorie synthétique, a donné lieu à la théorie synergique de l'évolution, élaborée dans les années 1960 par le généticien Denis Buican, qui admet une sélection multipolaire permettant de rendre compte de tous les phénomènes sélectifs (des virus jusqu'à l'homme)[réf. souhaitée].

Voir aussi : Cédric Grimoult, Histoire de l'évolutionnisme contemporain en France (1945-1995) 

### Éthique environnementale
Benno Wenz (2001) présente l'opposition de l’anthropocentrisme et du non-anthropocentrisme. Il propose une voie moyenne qu’il nomme synergisme environnemental.

## Domaine des sciences humaines
Dans le domaine de l'organisation et des systèmes humains , 4 types de synergies peuvent être pointées :
- La maintenabilité : la capacité à corriger et modifier simplement une structure, et même, parfois, la possibilité de modifier celle-ci en cours d'utilisation.
- La mutualisation : capacité à identifier une fonction et à l'utiliser dans plusieurs contextes.
- La scalabilité : capacité à pouvoir évoluer par un changement d'échelle, c'est-à-dire de supporter des volumes plus importants de flux sans remettre en cause la structure sous-jacente.
- La résilience : est la capacité à continuer de fonctionner en cas de panne.

### Économie
En économie, la notion de synergie découle d'une amélioration de l'organisation au sein d'une ou d'un groupe d'entreprises, d’un groupe de consommateurs, de la nation. Elle découle souvent d’une mise en commun des ressources et des besoins, parfois d’une cascade de causes et d’effets.
Un exemple de synergie connue est celle qui existe entre Intel et Microsoft (« Wintel ») : des microprocesseurs de plus en plus puissants permettent d'offrir à l'utilisateur des fonctions plus conviviales, mais ces nouvelles fonctions vont à leur tour, à mesure qu'elles sont de plus en plus utilisées, entraîner une demande de microprocesseurs encore plus puissants. Par ailleurs, la baisse des coûts engendre une plus grande demande, qui elle-même va permettre aussi un nouvel abaissement des coûts (cercle vertueux au sein de la branche).
Autres exemples de domaines d'application en économie : Bénéfice de synergie, Stratégie d'entreprise, Dilution (finance)

### Sociologie
Dans le Cours de philosophie positive d'Auguste Comte, synergie s'applique aux rapports dynamiques entre les nations européennes, les classes sociales ou des individus.

### Théologie: le synergisme
Depuis la controverse arminienne en 1610, il existe deux branches d'Églises de confession réformée, les calvinistes et les arminiens. La variante de l'arminianisme classique est associée à Jacobus Arminius, et celle de l'arminianisme wesleyen à John Wesley. En particulier l'arminianime défend un principe d’interaction avec Dieu dit « synergique ». Celui-ci repose en effet sur le concept de la grâce prévenante de Dieu, qui permet à l'homme pécheur de croire. Jacobus Arminius a exprimé le fonctionnement synergique de la grâce prévenante ainsi :

« En ce qui concerne la grâce et le libre arbitre, voici ce que j'enseigne conformément aux Écritures et au consensus orthodoxe : le libre arbitre est incapable de commencer ou de perfectionner un bien véritable et spirituel, sans grâce. […] Cette grâce [prævenit] va avant, accompagne et suit; elle excite, assiste, fait que nous voulions coopérer de peur que nous ne le fassions en vain. »

### Architecture et design
Richard Buckminster Fuller a proposé de nommer synergie la conjugaison de plusieurs fonctions assurant l'émergence d'une fonction unique distincte.